# Cela (Otero de Rey)
Cela (llamada oficialmente Santa María de Cela) es una parroquia española del municipio de Otero de Rey, en la provincia de Lugo, Galicia.

## Geografía
Pertenece al arciprestado de Aguiar, en la diócesis de Lugo. Limita al norte con el ayuntamiento de Cospeito, al oeste con el de Rábade, al este con la parroquia de Taboy y al sur con las de Folgueira y Matela. Bañada por el río Miño y el riachuelo Regueiro, destaca la presencia en su término de La Insua de San Roque, a la cual en la antigüedad se llevaba a pacer el ganado que era transportado en barcas, llegando a juntarse en esos tiempos hasta 50 embarcaciones.
La Insua de San Roque es la isla más grande del curso alto del Miño. Esta isla constituye un área representativo de las zonas húmedas de la Tierra Llana y junto a la Insua de Trabanca y la Insua de Santa Mariña o de Baixo conforma las llamadas Insuas del Miño. Todas ellas forman parte de la zona especial de conservación (ZEC) Parga - Ladra - Támoga y de la zona núcleo de la reserva de la biosfera Terras del Miño. Este doble aislamiento del río Miño en Cela favoreció un bosque autóctono donde se pueden ver especies como los robles, el acebo y el fresno que conviven en armonía.

## Historia
El pasado histórico se remonta a la época de la dominación romana, tiempo en el que la parroquia recibió el nombre de Aguas Celenas. Ya en la Reconquista a los árabes, realizada por el obispo Odoario, Cela fue el lugar elegido para iniciar esta tarea, por su valor estratégico.

## Organización territorial
La parroquia está formada por trece entidades de población, constando diez de ellas en el nomenclátor del Instituto Nacional de Estadística español:
- Bodecedo
- Casanova (A Casanova)
- Fompedriña
- Formistán
- Hortas (As Hortas)
- Meidonín
- Portover
- Quintián
- O Regueiro
- As Retortas
- Trabanca
- Veiguicela
- Ver

## Demografía
| Gráfica de evolución demográfica de Cela entre 2000 y 2020 |
|                                                            |
| Datos según el nomenclátor publicado por el INE.           |

## Patrimonio
La Torre de Cela había sido construida en Fompedriña por el Mariscal Pardo de Cela, derribada durante la Gran Guerra Irmandiña. Perteneció a sus descendientes, los Ribadeneira, señores de Villaguisada. Hoy desaparecida, se puede aún observar sobre el terreno el punto donde estuvo enclavada, al este de la iglesia parroquial.
El Pazo de Cela está también en Fompedriña, en una zona llana y fértil de la ribera izquierda del Miño. Es conocido también con el nombre de Retorta Antiga. Tiene dos pisos, con planta rectangular que forma una L con el edificio auxiliar. Tiene fábrica de mampostería de una piedra de pizarra, cantería en linteles y jambas. Pequeño balcón exterior orientado hacia el sol en el ángulo interior del conjunto y escudo de armas.
La iglesia parroquial es un templo moderno con amplio atrio, cementerio y contorno de grandes robles. De cruz la latina, cubierta de pizarra y muros de una piedra revocados de cemento. Nave esbelta, con una puerta lateral Sur, a dos aguas, puerta principal con lintel semiarqueado y ventana con lintel semicircular, espadaña de dos vanos. Piso de cemento, coro de madera sobre los pies, pila bautismal, a la izquierda, con dibujos geométricos y pie cuadrado. Crucero con cúpula sobre cuatro arcos de medio punto, cubierta a cuatro aguas, más elevada que la nave, e iluminada a través de cuatro óculos laterales. Tiene un retablo mayor, moderno, sin valor. También hay un retablo de la capilla lateral derecha, neogótico con la Inmaculada y San Roque, el Niño, un perro y unas llaves a los pies (siglo XVII). La cruz parroquial es de plata repujada (siglo XVIII).
El cruceiro de Meidonín está situado en un cruce de caminos en el lugar de Meidonín y es de propiedad particular. Presenta dos inscripciones: una en la base en la que se lee "San Roque", debajo de la representación escultórica del Santo y de un devoto. Y otra en el fuste, donde aparece la fecha del cruceiro: 1885.
El cruceiro de Quintián se encuentra a un lado de una pista cerca del cementerio parroquial de Cela. De propiedad pública. Hasta hace unos treinta años los niños que morían sin bautizar eran enterrados junto al mismo.

## Festividades
Fiesta en honor a la Virgen de la Ascensión (el 15 de agosto). Antiguamente se festejaba también el San Benito y el San Roque.